# کن ویزنر
کن ویزنر (انگلیسی: Ken Wiesner; ۱۷ فوریهٔ ۱۹۲۵ – ۲۰ مارس ۲۰۱۹) ورزشکار دو و میدانی اهل ایالات متحده آمریکا بود.
وی در مسابقات کشوری و بین‌المللی در مجموع برندهٔ ۱ مدال نقره شده‌است.